# Vaccinium kachinense
Vaccinium kachinense är en ljungväxtart som beskrevs av Dietrich Brandis. Vaccinium kachinense ingår i Blåbärssläktet, och familjen ljungväxter. Inga underarter finns listade i Catalogue of Life.